# Rio Timok
O rio Timok, em sérvio cirílico e em búlgaro Тимок, em latim Timacus, é um rio da Sérvia oriental e da Bulgária ocidental e afluente do rio Danúbio pela margem direita. 
O Timok corre essencialmente na direcção sul-norte. Banha a Bulgária quase no seu final, quando atinge o Danúbio e marca em cerca de 15 km a fronteira Bulgária-Sérvia.
A sua foz no Danúbio forma uma tríplice fronteira entre os três estados de Sérvia, Bulgária e Roménia e representa o ponto mais setentrional da Bulgária.
O Timok é formado pela confluência de vários rios em que todos levam o nome Timok. Tal inicia-se com o afluente oriental Trgoviški Timok, que nasce nos contrafortes ocidentais dos Montes Balcânicos.
A parte final da confluência é também chamada Veliki Timok (o grande Timok).
Passando por Knjaževac, o Trgoviški Timok une-se ao afluente da margem esquerda Svrljiški Timok para formar o Beli Timok (Timok Branco) e corre novamente para norte.
Em Zaječar recebe pela esquerda as águas do Crni Timok (Timok Negro) para formar quase o Timok verdadeiro e próprio, o Veliki Timok (Timok Grande).
O seu curso é em grande parte navegável.

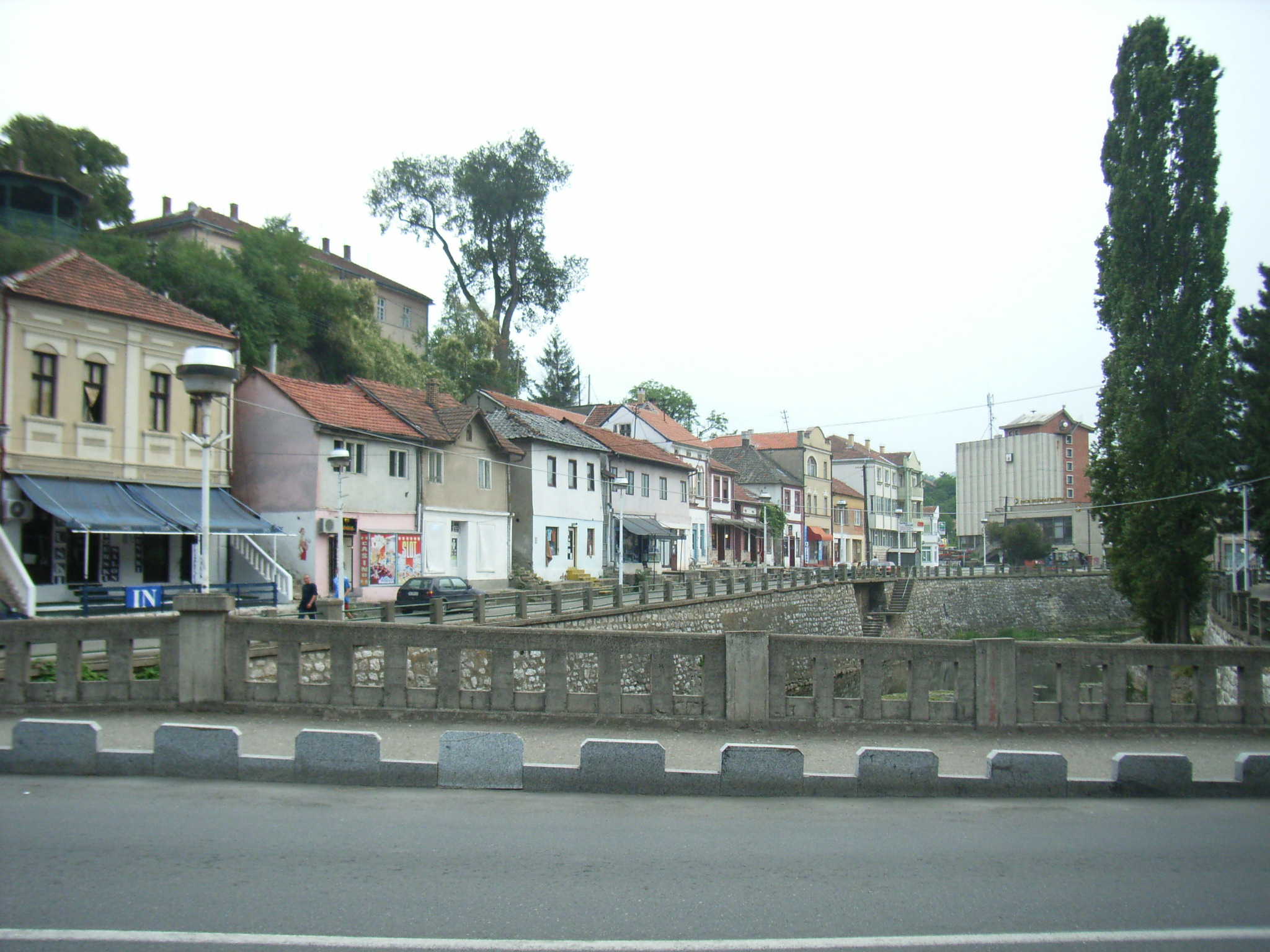
O Rio Beli Timok ao passar por Knjaževac, na Sérvia